# جوان فين
جوان فين (بالإنجليزية: Joanne Fenn) (19 أكتوبر 1974 في ليتونستون ‏، المملكة المتحدة) هي مغنية وكاتبة أغاني بريطانية وسابقًا كانت عداءة مسافات متوسطة وشاركت في الألعاب الأولمبية.
حازت على الميدالية البرونزية في بطولة العالم لألعاب القوى داخل الصالات 2004.

## وصلات خارجية
- جوان فين على موقع الاتحاد الدولي لألعاب القوى (الإنجليزية)
- جوان فين على موقع ThePowerOf10.info (الإنجليزية)
- جوان فين على موقع اللجنة الأولمبية الدولية (الإنجليزية)
- جوان فين على موقع أوليمبيديا (الإنجليزية)
- جوان فين على موقع اللجنة الأولمبية البريطانية (الإنجليزية)
- جوان فين على موقع اتحاد ألعاب الكومنولث (مؤرشف) (الإنجليزية)